# Arlisso
Arlisso (in greco antico: Ἀρλισσός?) era una polis dell'antica Grecia ubicata in Caria, nell'attuale Turchia.

## Storia
Partecipò alla lega delio-attica visto che viene menzionata fra le città tributarie di Atene nel 445 a.C., a cui versò un phoros di 600 dracme.
Appare anche in una lista di città trovata in un'epigrafe presente nel sito di Labraunda, relativa al IV secolo a.C.
Si cita un araldo della città in un trattato tra Milasa e Cindie del IV secolo a.C. Da questo decreto si evince che la città probabilmente abbondava di popolazione indigena dell'Anatolia e probabilmente la città apparteneva al mondo greco.
Non è nota la sua esatta collocazione.

## Nome
1. 1 2 3   Mogens Herman Hansen & Thomas Heine Nielsen, Caria, in An inventory of archaic and classical poleis, New York, Oxford University Press, 2004,  p. 1112, ISBN 0-19-814099-1.
2. ↑  Inscripciones de Labraunda 67,16.